# James Brian Tait
James Brian Tait (Manchester, 9 dicembre 1916 – 31 agosto 2007) è stato un militare e aviatore britannico, quattro volte decorato con il Distinguished Service Order e due con la  Distinguished Flying Cross durante la seconda guerra mondiale Fu tra i protagonisti dell'affondamento della nave da battaglia Tirpitz. Al termine della sua carriera nella RAF, aveva accumulato 3.069 ore di volo e pilotato 33 diversi tipi di aerei.

## Biografia
Nacque a Manchester il 9 dicembre 1916. Studente alla Wellingborough School, dopo aver assistito a un evento della Coppa Schneider del 1928, decise di arruolarsi nella Royal Air Force. Dopo aver completato l'addestramento presso il RAF College di Cranwell fu assegnato al No.10 Squadron (Bomber) RAF a Boscombe Down, dove fu nominato ufficiale pilota il 1° agosto 1936, e volò sui bombardieri Armstrong Whitworth Whitley.
Nell'aprile 1940 fu trasferito al No. 51 Squadron RAF, sulla bese di Dishforth, anch'esso equipaggiato con i bombardieri Armstrong Whitworth Whitley, e intraprese la sua prima operazione di bombardamento della seconda guerra mondiale il 2 maggio 1940, contro obiettivi tedeschi a Oslo, in Norvegia, e in seguito prese parte ai primi bombardamenti britannici su Torino (Italia) l'11 giugno e Berlino il 25 agosto 1940 . Fu promosso sottotenente di squadriglia il 1° febbraio 1938.
Venne insignito con la Distinguished Flying Cross (DFC). Fu promosso tenente di volo il 1° febbraio 1940, ed entro la fine di quell'anno assunse il comando del No.51 Squadron RAF. Il 10 febbraio 1941, guidò gli aerei coinvolti nell'Operazione Colossus in volo da Malta per lanciare paracadutisti nell'Italia meridionale. L'obiettivo, l'acquedotto pugliese vicino a Tragino, fu distrutto, sebbene tutti i paracadutisti furono catturati.  Per questa missione, gli fu conferito il Distinguished Service Order. Venne promosso al grado temporaneo di comandante di squadriglia il 1° marzo 1941, la promozione fu successivamente resa definitiva con la stessa anzianità di servizio.
Dopo l'Operazione Colossus, si unì al No.35 Squadron RAF, il primo ad essere equipaggiato con i bombardieri pesanti Handley Page Halifax. Gli fu conferita la prima bar al suo DSO per le sue imprese nel guidare un raid diurno su Kiel il 30 giugno 1941, venendo menzionato nei dispacci nel mese di settembre dello stesso anno. Fu messo a riposo dalle operazioni e assegnato a un'unità di addestramento, ma ritornò in servizio attivo quando queste unità vennero rese operative all'inizio del 1942 per aumentare il numero degli squadron in vista dell'Operazione Millennium. Nel maggio dello stesso anno guidò il No.10 Squadron RAF nelle missioni contro Colonia, il 30 dello steso mese, ed Essen il 1 giugno.
Dal luglio al novembre del 1942 fu comandante del No.78 Squadron RAF e fu di nuovo menzionato nei dispacci. Fu nominato comandante di stormo a titolo temporaneo il 1° giugno 1942. Nel marzo 1944, divenne comandante delle operazioni di base presso base RAF Waddington, dove continuò a volare in missioni con gli equipaggi degli Avro Lancaster della Royal Australian Air Force nonostante non ricoprisse incarichi di volo. Ricevette la promozione comandante di stormo a titolo definitivo il 1° marzo 1944.
Ritornò ai compiti operativi nel maggio 1944, diventando Master Bomber del No.5 Group. Il suo servizio in questo ruolo gli fece ottenere una seconda barra al suo DSO.
Succedette a Leonard Cheshire come comandante del No. 617 Squadron RAF nel luglio 1944, quando Cheshire fu rimosso dai compiti di volo dopo oltre 100 missioni. Il No.617 Squadron, noto anche come "Dambusters", era specializzato nella marcatura dei bersagli a bassa quota e negli attacchi di precisione, ed egli continuò la pratica del suo predecessore di marcare i bersagli da bassa quota e dirigere il raid da un caccia North American P-51 Mustang. Sotto il suo comando, lo squadron bombardò una serie di siti di stoccaggio di delle bombe volanti V1 e i siti di lancio dei missili balistici superficie-superficie V2 con le bombe "Tallboy" da 12.000 libbre (bomba terremoto). Gli fu assegnata una bar alla sua DFC per aver portato a termine un attacco a bassa quota in un raid diurno sulla diga di Kembs, in Alsazia, superando un intensissimo fuoco difensivo nonostante il suo aereo fosse danneggiato.

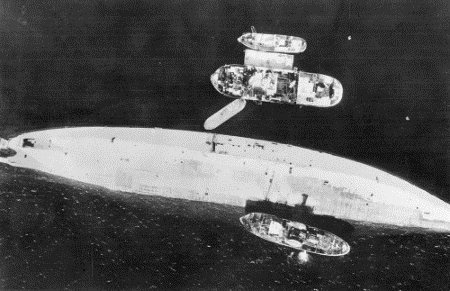
La Tirpitz capovolta nel 1944.

Il 15 settembre 1944, guidò una forza di 37 bombardieri Avro Lancaster del No.617° e del No.9 Squadron nell'Operazione Paravane. Partendo da un aeroporto a Yagodnik, vicino ad Arcangelo, nella penisola di Kola, Unione Sovietica  settentrionale, i velivoli attaccarono la nave da battaglia Tirpitz, che si trovava all'ancora nel fiordo di Kaa. Nonostante la nebbia artificiale oscurasse l'obiettivo, la Tirpitz rimase così gravemente danneggiata dalla bomba Talboy sganciata dal suo aereo che l'Oberkommando der Wehrmacht (OKW) decise che la nave non poteva essere ripristinata in condizioni di navigabilità. La Tirpitz fu quindi trasferita a Tromsø, in modo che il suo armamento potesse essere utilizzato come artiglieria difensiva contro una prevista invasione alleata. I tedeschi riuscirono a mantenere segreta la totale incapacità della nave di prendere il mare, e quindi la sua distruzione rimase una priorità assoluta. Egli guidò un secondo attacco il 28 ottobre, denominato Operazione Obviate, questa volta con decollo dei velivoli dalla base RAF Lossiemouth in Scozia (lo trasferimento della nave l'aveva posta alla portata dei bombardieri con decollo direttamente dalla Gran Bretagna). Questo attacco non ebbe successo a causa della fitta coltre di nubi che ricoprì l'obiettivo poco prima dell'arrivo dei bombardieri. Il 12 novembre guidò un terzo, e ultimo, attacco contro la Tirpitz, l'Operazione Catechism. La Luftwaffe non riuscì a intercettare i bombardieri britannici e tre bombe Tallboy colpirono direttamente la corazzata causandone il capovolgimento a ovest di Tromsø, nella baia di Håkøybotn.
Alla metà dicembre del 1944, dopo aver completato 101 missioni, fu tolto dal servizio operativo ed assegnato all'addestramento degli equipaggi dei bombardieri canadesi. Come Cheshire, fu raccomandato per la concessione della Victoria Cross per il suo "costante coraggio" in quasi cinque anni di operazioni. Tuttavia, a differenza di Cheshire, gli fu conferita la terza bar al suo DSO.
Dopo la fine del conflitto rimase nella RAF, tornando  inizialmente al grado di capo squadriglia. Fu promosso nuovamente comandante di stormo nel 1947 (con incarico retroattivo dall'ottobre 1946). Prestò servizio nel sud-est asiatico, in India, in Medio Oriente e a Singapore, comandò la base RAF Coningsby, fu promosso a capitano di gruppo nel 1953, nominato aiutante di campo della regina Elisabetta II nel 1959 e si ritirò dalla RAF nel 1964.
Si riqualifica come programmatore informatico e fu assunto alla International Computers Limited (ICL) come rappresentante tecnico, lavorando nell'Europa orientale, compiendo viaggi in Bulgaria, Cecoslovacchia e Romania. Dopo un periodo in un'azienda di autotrasporti, divenne consulente finanziario presso Scottish Widows, andando in pensione nel 1981.
Sposato con la signorina Betty Plummer dal 1945, la coppia ebbe un figlio e due figlie. Morì il 31 agosto 2007.

### Fonti
1. 1 2 3 4 5 6 7 8 9 10 11 12 13 14 15 16 17 18 19 20 21 22 23 24 25 26 27 28 29  The Times.
2. 1 2 3  The Daily Telegraph.
3. 1 2 3 4 5 6 7 8 9 10 11 12 13 14 15 16 17 18 19  Imperial War Museum.
4. ↑  (EN) The London Gazette (PDF), n. 34323, 15 September 1936.
5. ↑  (EN) The London Gazette (PDF), n. 34488, 1º March 1938.
6. ↑  (EN) The London Gazette (PDF), n. 34976, 22 October 1940.
7. ↑  (EN) The London Gazette (PDF), n. 35228, 25 July 1941.
8. ↑  (EN) The London Gazette (PDF), n. 35284, 23 September 1941.
9. ↑  (EN) The London Gazette (PDF), n. 35618, 3 July 1942.
10. ↑  (EN) The London Gazette (PDF), n. 36488, 25 April 1944.
11. ↑  (EN) The London Gazette (PDF), n. 36713, 19 September 1944.
12. ↑  Brickhill 1966, p. 165.
13. ↑  (EN) The London Gazette (PDF), n. 36826, 1º December 1944.
14. ↑  (EN) The London Gazette (PDF), n. 38020, 18 July 1947.
15. ↑  (EN) The London Gazette (PDF), n. 39739, 30 December 1952.
16. ↑  (EN) The London Gazette (PDF), n. 36883, 5 January 1945.